# (32384) Scottbest
2000 QQ190 (asteroide 32384) é um asteroide da cintura principal. Possui uma excentricidade de 0.13897430 e uma inclinação de 9.27675º.
Este asteroide foi descoberto no dia 26 de agosto de 2000 por LINEAR em Socorro.